# Celso Pansera
Celso Pansera (São Valentim, 10 de octubre de 1963) es un político brasileño, miembro del Partido de los Trabajadores (PT).

## Biografía
Es licenciado en letras de la Universidad del Estado de Río de Janeiro (UERJ) y tiene un posgrado en supervisión escolar.
Inició su militancia política en el movimiento estudiantil. Fue secretario general de la Unión Nacional de Estudiantes (UNE), entre 1989 y 1991. En esa época, formaba parte de la corriente estudiantil Convergencia Socialista. En 1992, fue fundador de Frente Revolucionária, que años más tarde se convertiría en el Partido Socialista de los Trabajadores Unificado (PSTU).
En 2001, se afilió al Partido Socialista Brasileño (PSB), ocupando un cargo partidario en Duque de Caxias, en el estado de Río de Janeiro. En 2009 llegó a la presidencia de la Fundación de Apoyo a las Escuelas Técnicas del Estado de Río de Janeiro (FAETEC-RJ), bajo la gobernación de Sérgio Cabral Filho, donde permaneció hasta 2014. También fue secretario de ciencia y tecnología del estado.
En 2014 fue elegido diputado federal por el estado de Río de Janeiro, como miembro del Movimiento Democrático Brasileño (PMDB), asumiendo en febrero de 2015. En la Cámara de Diputados, presidió la comisión especial de crisis hídrica, y fue miembro de la comisión parlamentaria de investigación (CPI) de Petrobras y de la comisión de ciencia y tecnología, comunicación e informática, además de ser miembro suplente en la comisión de educación.
El 2 de octubre de 2015, fue nombrado por la presidenta Dilma Rousseff como sucesor de Aldo Rebelo en el Ministerio de Ciencia, Tecnología e Innovación.
El 15 de diciembre de 2015, fue objeto de búsqueda de la Policía Federal, en la Operación Catilinaria, una nueva fase de la Operación Autolavado (Lava Jato).
El 14 de abril de 2016, se retiró del cargo de ministro de ciencia, tecnología e innovación, para reasumir su mandato como diputado federal y votar contra el proceso de destitución de Dilma Rousseff. Inicialmente, se informó que regresaría al ministerio, pero atendiendo a una petición del PMDB, continuó en la Cámara de Diputados.
En el gobierno de Michel Temer, como diputado votó a favor del nuevo régimen fiscal. En abril de 2017, se opuso a la reforma laboral, y en agosto de 2017, votó a favor del proceso en que se pedía apertura de investigación contra Temer.
En las elecciones de 2018, fue candidato a diputado federal por el PT, pero no logró ser reelegido al obtener cerca de 15 mil votos.